# Armageddon Riders
Armageddon Riders es un videojuego de combate en vehículos producido por Targem Games. El juego recibió elogios por sus gráficos, pero su jugabilidad fue criticada por ser monótona.

## Trama
El protagonista sobrevivió a una catástrofe provocada por el Gran Colisionador de Hadrones, que convirtió a todos los habitantes de la ciudad en zombis sedientos de sangre. Regresa a la ciudad abandonada en busca de una forma de cambiar a los zombis.

## Jugabilidad
En Armageddon Riders, el jugador compite en un vehículo contra otros competidores controlados por ordenador en varios entornos, incluidas las zonas de la ciudad, el puerto y el Gran Colisionador de Hadrones.

## Desarrollo y lanzamiento
Armageddon Riders fue lanzado originalmente en PC en Steam, bajo el título alternativo de Clutch, en 2009, pero finalmente fue portado a PlayStation 3 en 2011. El juego no estuvo disponible en Australia hasta después de que lo estuviera en el resto del mundo, mientras esperaba una clasificación de la Junta de Clasificación Australiana.

## Recepción
Armageddon Riders recibió críticas mixtas de los críticos, logrando una calificación de 62 en Metacritic sobre 100.
Marck Schoenmaker de PSFocus dio una reseña positiva del juego, otorgándole 82/100 y elogiando su variación, declarando que era "uno de los mejores juegos de PSN" que los jugadores pueden encontrar. Matt Raspe de "PlayStation Universe" también dio una reseña positiva, elogiando sus gráficos como "bastante impresionantes" y declarando que era un buen ejemplo de su género.
XGN dio una crítica mixta del juego, elogiando sus gráficos y declarando que matar zombies era satisfactorio, pero también lo describió como "monótono". Ryan Green, escribiendo en Total PlayStation, declaró que "no ofrece nada intencionalmente desafiante o cohesivo", y que "es muchas cosas, pero no hace ninguna de ellas bien", aunque elogió los gráficos del juego. Kristen Reed, escribiendo en Eurogamer, dio una crítica negativa, declarando que tenía un "estilo visual poco inspirador y una jugabilidad rutinaria", y lo comparó con "disparar a peces en un barril".